# Малый Рип
Малый Рип — река в России, протекает в Лузском районе Кировской области. Устье реки находится в 2 км по правому берегу реки Большой Рип. Длина реки составляет 15 км.
Река берёт начало в заболоченном лесном массиве лесу в 10 км к юго-востоку от посёлка Христофорово. В верхнем течении течёт на юго-восток, в низовьях поворачивает на юг. Река течёт среди холмов Северных Увалов, всё течение проходит по ненаселённому лесу. Впадает в Большой Рип у деревни Ярцево в 5 км к западу от посёлка Лальск. Ширина реки на всём протяжении не превышает 10 м.

## Данные водного реестра
По данным государственного водного реестра России и геоинформационной системы водохозяйственного районирования территории РФ, подготовленной Федеральным агентством водных ресурсов:
- Бассейновый округ — Двинско-Печорский
- Речной бассейн — Северная Двина
- Речной подбассейн — Малая Северная Двина
- Водохозяйственный участок — Юг
- Код водного объекта — 03020100212103000013201